# Portfoliowertberichtigung (IFRS)
Unter Portfoliowertberichtigung (PoWB) werden in IAS/IFRS Vorsorgen für zum Bilanzstichtag bereits eingetretene, aber noch nicht erkannte, Forderungsverluste dargestellt.
Der internationale Rechnungslegungsstandard IFRS schreibt für Banken die Bildung von Wertberichtigungen auf Forderungen für Kreditrisiken vor.
Ziel der IFRS ist in diesem Zusammenhang der korrekte Ausweis der tatsächlich eingetretenen Verluste am Bilanzstichtag. Die gebildete Risikovorsorge sollte die von der Bank erwarteten Kreditausfälle widerspiegeln. Entgegen der HGB-Sichtweise gilt unter IFRS hierbei nicht das Vorsichtsprinzip. Die Bildung einer stillen Vorsorgereserve, wie sie § 340f HGB erlaubt, ist insofern unter IFRS nicht zulässig.

## Für welche Forderungen wird die Portfoliowertberichtigung gebildet
Weisen Forderungen keine Schlechtmerkmale bzw. Wertminderungen auf, werden diese als Forderungsbündel im Rahmen einer Portfoliobetrachtung unter Berücksichtigung eines LIP für die Kalkulation der PoWB herangezogen.
Für die Abschirmung der latenten Risiken in den nicht einzeln bewerteten Forderungen werden Portfoliowertberichtigungen auf Grund allgemeiner Kreditrisiken (z. B. allgemeines Konjunkturrisiko) für das Gesamt-Portfolio gebildet. Als Bemessungsgrundlage dient dabei der gesamte Forderungsbestand abzüglich der bereits einzelwertberichtigten Forderungen. Auf Basis von Ratings und Scorings wird eine resultierende Ausfallwahrscheinlichkeit auf die Bemessungsgrundlage angewandt. Die Länderwertberichtung bildet dabei eine spezielle Form der Portfoliowertberichtigung.

## Ermittlung der PoWB
Werden Hinweise auf eine Wertminderung identifiziert (z. B. 90-Tage-Verzug, IFRS EWB liegt bereits vor), ist eine Bewertung der Forderung durchzuführen. Wird ein Wertberichtigungsbedarf festgestellt, muss eine entsprechende EWB gebildet werden. Bestehen keine Hinweise auf eine Wertminderung, hat eine Ermittlung des Wertberichtigungsbedarfes auf Portfolioebene stattzufinden. Die Bildung einer Portfoliowertberichtigung, zusätzlich zu einer bereits bestehenden Einzelwertberichtigung auf Grund einzeln identifizierter Risiken, ist unter IAS nicht zulässig. Diese Vorgehensweise würde zu einer Doppelberücksichtigung des gleichen Risikos und damit zur Bildung stiller Reserven führen. In der Portfoliobetrachtung werden alle finanziellen Vermögenswerte – abzüglich der einzelwertberichtigten Engagements – einbezogen und nach Kreditrisikomerkmalen zusammengefasst. Dabei sollen gemäß IAS 39 AG87 die Art des Vermögenswertes, die Branche, der geographische Standort, die Art der Sicherheiten und andere relevante Faktoren berücksichtigt werden. Auch eine Gruppierung der Forderungen nach der Rechtsform des Kreditnehmers (natürlich, juristisch oder staatlich) sowie Restlaufzeiten ist nach IAS möglich.

## Berechnung
POWB-Formel:
PoWB = max(IA – S * EQ, 0.0) * (1 – EBQ) * PD * LIP
• IA = Gesamt-Brutto-Inanspruchnahme + unwiderrufliche Kreditzusagen
• S = Sicherheiten
• EQ = Erlösquote
• EBQ = Einbringungsquote
• PD = Probability of Default (Ausfallwahrscheinlichkeit)
• LIP = „Loss Identification Period“ = tatsächlicher, jedoch noch nicht zur Kenntnis gelangter Ausfall zum Betrachtungszeitpunkt